# Porta Pia
La Porta Pia és una porta de l'antiga Muralla Aureliana de Roma a Itàlia. És una de les obres realitzades sota el papa Pius IV, i s'anomena així en honor seu.
Està situada al final de la Via Pia, i va ser dissenyada per Michelangelo Buonarroti per a substituir la Porta Nomentana que es trobava a alguns centenars de metres més al sud, i que llavors es va tancar.
La construcció va començar l'any 1561 i va finalitzar el 1565, després de la mort de l'artista. Una medalla de bronze commemorativa de 1561 feta per Gianfederico Bonzagna, mostra un plànol primitiu de la porta, dibuixat per Michelangelo Buonarroti, molt diferent del disseny final. La façana exterior es va acabar l'any 1869 amb un disseny neoclàssic de Virginio Vespignani.
S'havia de substituir la porta antiga perquè el nou nucli urbà s'havia eixamplat molt i l'antiga Porta Nomentana ja no donava prou accés a la Via Nomentana. Segons Giorgio Vasari, Michelangelo va presentar al papa tres dissenys diferents, excel·lents però massa extravagants, i el papa, no gaire convençut per certs detalls dels dibuixos, va triar el més barat dels tres. Dels tres dibuixos no en queda cap rastre, excepte alguns esbossos elaborats per aclarir alguns detalls, i se sap que l'obra no es va realitzar segons el plànol original. L'aspecte actual és fruit de diversos canvis: els dibuixos representats en una moneda commemorativa encunyada l'any 1561 i en un gravat de 1568 (única documentació d'aquesta època) presenten la Porta Pia d'una manera força diferent a com es veu avui. I encara uns quaranta anys després de la construcció, la porta es representava als mapes de Roma gairebé com una ruïna. La porta representada a la moneda sembla ser la més propera al plànol inicial, tot i que no es pot excloure la possibilitat que en el transcurs de les obres es fessin algunes variacions de detalls del disseny. Va ser l'última obra arquitectònica de Michelangelo, ja que va morir poc abans que s'acabés la construcció de la porta.
La majoria dels experts consideren que Michelangelo va crear façanes pintoresques i dramàtiques amb la idea de donar-les-hi una funció simbòlica de porta d'entrada a Roma. L'obra destaca encara més per la posició al final de la Via Pia, que seguia el recorregut de l'antiga via Salària, continua per l'actual Via XX Settembre, i acaba amb una imponent perspectiva que va recte fins al Quirinal. Per augmentar l'efecte, la porta es va situar lleugerament darrere de la línia de les muralles i només tenia un arc (tal com apareix a la medalla) amb la façana orientada a la ciutat, mentre que a l'exterior només hi havia un fòrnix molt senzill.
Cap a l'any 1575 es va obrir un segon arc per facilitar el trànsit, que havia augmentat notablement pel tancament de la porta Nomentana. Les estampes i gravats de la porta, fins a l'any 1577 incloïen una torre a l'exterior de la porta. No se sap si va caure per un enfonsament o es va treure per alliberar el conjunt de la porta d'elements arquitectònics.
La façana exterior es va completar l'any 1869 amb elements neoclàssics de Virginio Vespignani, que sembla que s'havia inspirat en un gravat de 1568 per ser fidel als plànols originals de Michelangelo. Es va haver de restaurar l'any 1853 a causa dels danys d'un llamp que havia caigut el 1851. Les obres van incorporar nous edificis vora la porta i un pati. La nova façana acollia dues estàtues col·locades en uns nínxols, de santa Agnès i sant Alexandre, segons la decisió de Pius IX.
Els Bersaglieri, amb foc d'artilleria, van obrir una bretxa a una dotzena de metres de la porta, coneguda com la «bretxa de la Porta Pia», el 20 de setembre de 1870, per on van entrar a Roma per completar la unificació d'Itàlia. Davant de la porta, al costat exterior, al centre de la piazzale di Porta Pia, hi ha el Monumento al Bersagliere, erigit l'any 1932 per Publio Morbiducci per encàrrec de Benito Mussolini. Els edificis situats entre els dos arcs de la porta, que antigament acollien la duana, són ara la seu del Museu Històric dels Bersaglieri, amb la tomba monumental d'Enrico Toti, un bersagliere que va combatre heroicament a la Primera Guerra Mundial.
En aquest lloc, l'11 de setembre de 1926, l'activista antifeixista Gino Lucetti va llançar una bomba contra el cotxe que transportava Benito Mussolini, però sense causar-li danys.